# Las rosas de Heliogábalo
Las rosas de Heliogábalo es un cuadro del pintor holandés Lawrence Alma-Tadema. 

## Descripción
Pintado en 1888, pertenece a la colección privada del empresario mexicano de origen español Juan Antonio Pérez Simón. Su asunto se basa en un episodio, probablemente inventado, de Heliogábalo, emperador romano de la dinastía Severa, (204-222), tomado de la Historia Augusta. Heliogábalo mandó arrojar por sorpresa tal cantidad de pétalos de rosas sobre los invitados a una de sus fiestas que algunos de ellos murieron asfixiados.
En sus notas a la Historia Augusta, Thayer observa que Nerón también lo hizo (Suetonio, Nerón, XXXI), y un hecho similar en la casa de Trimalción se describe en El Satiricón de Petronio.
El lienzo tiene 214 cm por 132 cm, unas dimensiones que se aproximan al número áureo:  1.618:1.